# Dom Kultury w Pysznicy
Dom Kultury w Pysznicy – swoją działalność rozpoczął 19 maja 1974r. jako Gminne Ośrodek Kultury (GOK) na bazie Wiejskiego Domu Kultury w Jastkowicach.
Początkowo Dom Kultury mieścił się przy ulicy Wolności 277 w Pysznicy (po modernizacji byłego budynku DK mieści się tam Gminna Biblioteka). W październiku 2018 r. odbyło otwarcie nowej siedziby Domu Kultury w Pysznicy, która teraz mieści się przy ulicy Wolności 322, za budynkiem Urzędu Gminy, w zmodernizowanym budynku po dawnej szkole.
Od marca 2023 r. nowym dyrektorem DK został Grzegorz Węglarz.

## Historia
Naczelnik Gminy Karol Puzio Zarządzeniem Nr.12/74 powołał w dniu 19 maja 1974 r. Gminny Ośrodek Kultury w Pysznicy na bazie dotychczasowego Wiejskiego Domu Kultury w Jastkowicach. W takich ramach ośrodek przetrwał do roku 1985, kiedy to GOK stał się instytucją upowszechniania kultury a jej zakresem działania stała się gmina Pysznica.
26 stycznia 1994 roku zlikwidowano Gminny Ośrodek Kultury w Pysznicy, a powołano Dom Kultury w Pysznicy wykorzystując dotychczasowe zasoby GOKu. Była to jedynie zmiana formalna, konieczna do dostosowania do aktualnych przepisów prawnych. Zmieniono również zmianę w nazwie zarządzającego „dyrektor” na „kierownik”, a zasięgiem działalności Dom Kultury objął wieś Pysznica. Gospodarka finansowa była prowadzona na zasadach ustalonych dla zakładów budżetowych, bezpośredni nadzór nad Domem Kultury sprawował Zarząd Gminy.
Od 2000 roku Dom Kultury w Pysznicy działa jako instytucja prowadząca gospodarkę finansową na zasadach określonych w ustawie o organizowaniu i prowadzeniu działalności kulturalnej. Podstawą gospodarki finansowej stał się zatwierdzony przez kierownika roczny plan finansowy, obejmujący przychody i wydatki stanowiące koszty działalności oraz stan środków obrotowych i rozliczenia z budżetem. Rok później, to jest 30 października 2001 r. Dom Kultury stał się samorządową instytucją kultury z osobowością prawną, obejmującą swoją działalnością całą gminę Pysznica, a jej organizatorem jest Gmina Pysznica. Kierownictwo powierzono dyrektorowi.
W 2003 roku nastąpiła kolejna zmiana – nadzór nad działalnością powierzono Wójtowi Gminy – do tej pory obowiązki te należały do Zarządu Gminy. Podstawowym aktem prawnym regulującym działalność Domu Kultury w Pysznicy jest ustawa z dnia 25 października 1991 r. o organizowaniu i prowadzeniu działalności kulturalnej (Dz. U. z 2001 r. Nr 13, poz. 123 z późn. zm.) oraz statut. Jako osoba prawna jest odrębnym stosunku do gminy, z własnym majątkiem, środkami trwałymi, przychodami oraz kosztami. Samodzielnie gospodaruje w ramach posiadanych środków.
W 2008 roku odbyła się pierwsza edycja Królewskiego Jarmarku w Pysznicy na terenie Parku „Olszynki”. Wydarzenie na stałe wpisało się w kalendarz kulturalny regionu. Inicjatorem i pomysłodawcą jest ówczesna Dyrektor Domu Kultury w Pysznicy Barbara Żywczak, która znając potrzeby środowiska wymyśliła go od podstaw i podjęła się realizacji tego przedsięwzięcia.
Przeprowadzono rozbudowę i adaptację części budynku po byłej szkole podstawowej w Pysznicy, aby dostosować go do potrzeb Domu Kultury. Obecnie DK posiada salę widowiskową ze sceną, garderobą oraz salami muzycznymi i plastycznymi. Poza tym, w budynku znajduje się sala reprezentacyjna oraz pokój instruktorski. W 2018 roku październiku miało miejsce oficjalne otwarcie nowej siedziby Domu Kultury.
6 stycznia 2022 r. oficjalnie otwarto filię Domu Kultury w Jastkowicach. Podczas uroczystości na scenie zaprezentowali się artyści: Zespół Ludowy „Jastkowianie” wystąpił w widowisku obrzędowym „Wigilia w Jaśkowicach”, a członkowie Jastkowickiego Stowarzyszenia Kulturalno-Historycznego „Dziedzictwo i Pamięć” wykonali kolędę z Herodem. Wokaliści Warsztatów wokalnych „Nutka” z Domu Kultury w Pysznicy również zaprezentowali swoje umiejętności. Na zakończenie uroczystości Wójt Gminy Pysznica Łukasz Bajgierowicz wręczył Rafałowi Weberowi grawer z podziękowaniem za okazaną życzliwość i współpracę w rozwoju kultury Gminy Pysznica. W tym dniu, po wsłuchaniu koncertu, mieszkańcy mogli zwiedzać wyremontowane pomieszczenia filii, które będą służyć do realizacji potrzeb kulturalnych lokalnej społeczności.

## Osoby na stanowiskach kierowniczych w Domu Kultury w Pysznicy
| Imię i nazwisko              | Funkcja       | Lata        |
| ---------------------------- | ------------- | ----------- |
| Halina Błażejowska           | Kierownik GOK | 1974 – 1975 |
| Lucyna Sobusiak              | Dyrektor      | 1976 – 1977 |
| Bożena Cześniakowska         | Dyrektor      | 1977 – 1978 |
| Mirosław Antosik             | Dyrektor      | 1978 – 1982 |
| Barbara Błażejowicz- Żywczak | p.o. dyrekora | 1983 – 1984 |
| Marianna Szwedo              | Dyrektor      | 1984 – 1985 |
| Jerzy Kowalczyk              | Dyrektor      | 1985 – 1986 |
| Barbara Żywczak              | p.o. dyrekora | 1986 – 1988 |
| Barbara Żywczak              | Dyrektor      | 1988 – 1994 |
| Barbara Żywczak              | Kierownik     | 1994 – 2001 |
| Barbara Żywczak              | Dyrektor      | 2001 – 2023 |
| Grzegorz Węglarz             | Dyrektor      | od 2023     |

## Sekcje działające w DK
- Ognisko Muzyczne
- Pysznicka Orkiestra Kameralna
- Warsztaty Wokalne „Nutka”
- Zespół Wokalny „Takt”
- Teatrzyk „Kramik”
- Teatr „Ambrozja”
- Klub „Małego Artysty”
- Klub „Młodych Talentów”
- Ognisko Rękodzieła Artystycznego „Supełek”
- Warsztaty Manualne „Papierzaki”
- Klub „Szachmistrza”
- Zespół Taneczny „KIK”
- Zespół „Mali Pyszniczanie”
- Zespół Pieśni i Tańca „Pyszniczanie”
- Zespół Ludowy „Pyszniczanie”

## Imprezy cykliczne
- Królewski Jarmark
- Koncert Noworoczny
- Ferie w Domu Kultury
- Koncert z okazji 3-ego Maja oraz 11-ego Listopada

## „Królewski Jarmark”
Impreza plenerowa, której głównym celem jest zachowanie tradycji, historii i tożsamości kulturowej regionu, a także aktywizowanie społeczności lokalnej do aktywnego uczestnictwa w twórczym życiu swojej miejscowości i gminy.
Pierwsze trzy edycje "Królewskiego Jarmarku" odbyły się w Parku "Olszynki" w Pysznicy. Natomiast czwarta edycja, która miała miejsce w 2011 roku, odbyła się na terenie nowo powstałego Gminnego Centrum Sportowo-Rekreacyjnego i Kulturalnego w Pysznicy, które zostało tego dnia uroczyście otwarte. XIII edycja Jarmarku (2022r.) wyjątkowo odbyła się na terenie stadionu LZS "Olimpia Pysznica".
Organizatorami „Królewskiego Jarmarku” są Dyrektor Domu Kultury w Pysznicy oraz Wójt Gminy Pysznica. Co roku organizatorzy imprezy zapraszają do udziału wystawców, twórców ludowych oraz stowarzyszenia, którzy mają okazję zaprezentować swoje dzieła sztuki i rękodzieło przed liczną publicznością. Dzięki temu mogą wypromować swoje dokonania i zaistnieć na lokalnym rynku. Prezentacjom tym towarzyszą występy zespołów artystycznych działających w Domu Kultury w Pysznicy. Organizowane są wystawy malarskie, promujące dorobek artystów amatorów z Klubu „Młodych Talentów” z DK. Organizatorzy imprezy pamiętają również o najmłodszych uczestnikach. W ramach programu zawsze znajduje się blok artystyczno-rozrywkowy, skierowany specjalnie do dzieci. Jako Gwiazdy wieczoru zapraszane są zespoły i wokaliści znani na polskiej scenie muzycznej. Dzięki sprawnej organizacji i zapewnieniu wielu atrakcji jest wizytówką Gminy Pysznica na skalę powiatu i województwa.
Jarmark jest organizowany co roku od 2008 roku, z wyjątkiem dwóch lat - 2020 i 2021, kiedy to imprezy nie odbyły się z powodu pandemii COVID-19.

### Miejsca imprezy
- Park „Olszynki” (2008–2010)
- Gminne Centrum Sportowo-Rekreacyjne i Kulturalne (2011–2019, 2023)
- Stadion „LZS Pysznica” (2022)